# Angraecum parvulum
Angraecum parvulum är en orkidéart som beskrevs av Ayres och Spencer Le Marchant Moore. Angraecum parvulum ingår i släktet Angraecum och familjen orkidéer. Inga underarter finns listade i Catalogue of Life.